# ルーヴル美術館ランス別館
ルーヴル美術館ランス別館（ルーヴルびじゅつかんランスべっかん）は、フランスのランス (パ＝ド＝カレー県)に存在する美術館である。ルーヴル美術館の別館。

## 概要
設計は日本人による設計事務所SANAAとイムレー・カルバート（Imrey-Culbert）社。パリのルーヴル美術館に眠っていて一般公開されていなかった作品（ギリシャ美術、オリエント美術、彫刻など）を中心に展示。

## 沿革
1960年以降、放置されていたかつての鉱山地帯を有効利用し、ルーブル美術館の分館を建設することで地域振興に役立てようとするランス市が資金を投入して進めてきた開発事業の一環として2012年12月4日にオープン。

## 主な収蔵品[2]
- セクメト像、獅子頭の女神（Sekhmet, Déesse-Lionne） 作者不詳／紀元前1400年〜紀元前1350年
- 聖母と天使（La Vierge et l'Enfant）サンドロ・ボッティチェリ／1465年〜1470年

- 水浴する女（Baigneuse ou Nymphe qui descend au bain） エチエンヌ・モーリス・ファルコネ／1724年